# Beeford
Beeford – wieś w Anglii, w hrabstwie East Riding of Yorkshire. Leży 26 km na północ od miasta Hull i 274 km na północ od Londynu. W 2001 miejscowość liczyła 955 mieszkańców.